# Bűnök és büntetések
A Bűnök és büntetések (Everybody Says Don't) a Született feleségek (Desperate Housewives) című amerikai filmsorozat száztizedik epizódja. Az Amerikai Egyesült Államokban először az ABC (American Broadcasting Company) adó vetítette 2009. május 17-én.

## Az epizód cselekménye
Miután a Fehér Ló nightclub egy gyanús tűzeset következtében kiégett, egy holttestért nem jelentkezett senki. Az ügyön dolgozó nyomozók az illetőt A37-es névtelenként emlegették. Hónapokon át hiába próbálták azonosítani, aztán egy nap felhívták őket egy rendőrségi kocsitelepről. Kiderült, hogy a tűz éjszakáján elvontattak egy kocsit a klub parkolójából, egy bérelt sedan-t. A bérbe vevő egy bizonyos Dr. Samuel Heller volt Bostonból, akinek eltűnését négy hónappal korábban jelentették be. Az orvos fogászati leletei igazolták elméletüket, a recepciósa ugyanakkor cáfolta... Tom nagyon unatkozik otthon, ezért amikor a fiát elkíséri a főiskolára körbenézni, remek ötlete támad. Azt tervezi, hogy visszaül az iskolapadba és kínait fog tanulni. Lynette persze minden trükköt bevet, hogy ezt megakadályozza. Orson rájön, hogy Bree válni akar, ezért megzsarolja az asszonyt a betöréssel. Susan megtudja, hogy Mike nősülni készül, és kétségei támadnak Katherine-nel szemben. Carlos egyik nagynénje a betegsége miatt az unokáját az egyik rokona családjára akarja bízni, Gaby azonban tiltakozik, mert rossz előérzete van. Mrs. McCluskey és a nővére végre rájönnek, hogy ki a tettes. Eközben a Dave azt tervezi, hogy megöli M. J.-t egy hétvégi horgászat során..

## Érdekességek
- Ennek az epizódnak a végén nem hangzik el monológ, mivel eredetileg az Amerikai Egyesült Államokban 2009. május 17-én a kétórás évadfinálé részeként vetítették, közvetlenül utána folytatták az adást a Képzelődsz... című résszel.
- Ez az első Született feleségek-epizód, ami Magyarországon előbb jelent meg DVD formátumban, mint hogy sugározta volna a televízió. A teljes ötödik évad DVD-n 2010. február 17-én jelent meg, míg a TV2 csak később, március 7-én vetítette ezt a részt.
- Habár az epizód nem nyitó része az évadnak, a TV2 március 7-én ettől a résztől kezdte folytatni a sorozat sugárzását.
- Ennek az epizódnak és a 2. évad 18. részének megegyezik az eredeti címe. Azonban egyik epizód magyar címe sem felel meg az eredetinek.

## Epizódcímek más nyelveken
- Angol: Everybody Says Don't (Mindenki azt mondja: Ne!)
- Francia: Comment je me suis disputé ma vie de famille (Hogyan vitatkoztam a családi életemről)
- Olasz: Il cerchio si stringe (Szűkül a kör)
- Német: Kein Zurück (Nincs visszaút)